# Rudolf Huppert
Rudolf „Stampes“ Huppert (* 2. Mai 1920; † 13. August 1999) war ein deutscher Fußballspieler.

## Karriere
Rudolf Huppert spielte von 1946 bis 1951 für den 1. FC Kaiserslautern in der Oberliga Südwest (bis 1950 „1. Liga Südwestdeutschland“ Staffel Nord). In dieser Zeit wurde der FCK viermal französischer Zonenmeister (1947 bis 1950). 1948 erreichte man zum ersten Mal das Endspiel um die deutsche Meisterschaft. Die Lauterer, unter anderem mit Huppert, Fritz und Ottmar Walter, Werner Liebrich und Werner Kohlmeyer, verloren allerdings gegen den 1. FC Nürnberg mit 1:2. Das nächste Endspiel, 1951, gewannen die Roten Teufel (2:1 gegen Preußen Münster). Huppert kam aber in jener Saison in der Endrunde, und somit auch im Finale, nicht zum Einsatz.
Insgesamt bestritt er 89 Pflichtspiele (ein Tor) für den FCK, davon 72/1 in der Oberliga, 10/0 in der Endrunde um die deutsche Meisterschaft und 7/0 in der Zonenmeisterschaft.
1951 wechselte er zum VfR Kaiserslautern, der ebenfalls in der Oberliga Südwest spielte und wo er bei den „Blauen“ vom Waldstadion am Erbsenberg nochmals zu sechs Oberligaeinsätzen kam.